# NGC 2110
NGC 2110 è una galassia lenticolare (o ellittica) situata nella costellazione di Orione, a una distanza di circa 114 milioni di anni luce dalla nostra Via Lattea.

## Scoperta
La galassia è stata scoperta il 5 ottobre 1785 dall'astronomo britannico di origine tedesca William Herschel.

## Descrizione
NGC 2110 è una galassia attiva del tipo Seyfert 2 e presenta un getto di emissioni di onde radio.

## Buco nero supermassiccio
In un articolo del 2002, la massa del buco nero posto al centro della galassia veniva stimata in 2,00 x 108{\displaystyle M_{\odot }} (108,30{\displaystyle M_{\odot }}).
Un altro studio del 2009, basato sulla velocità interna della galassia misurata dal Telescopio spaziale Hubble, stimava per il buco nero una massa compresa tra 32 e 620 milioni di {\displaystyle M_{\odot }}.